# 2 de 8 amb folre
|  | «2 de 8» redirigeix aquí. Vegeu-ne altres significats a «2 de 8 sense folre». |

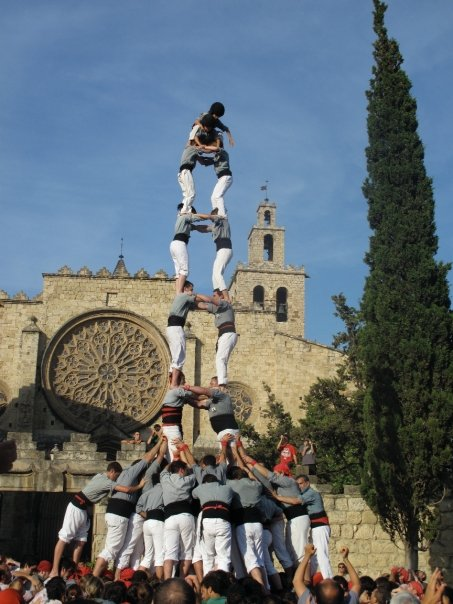
2 de 8 amb folre descarregat pels Castellers de Sants durant la Festa Major de Sant Cugat del Vallès del 2009

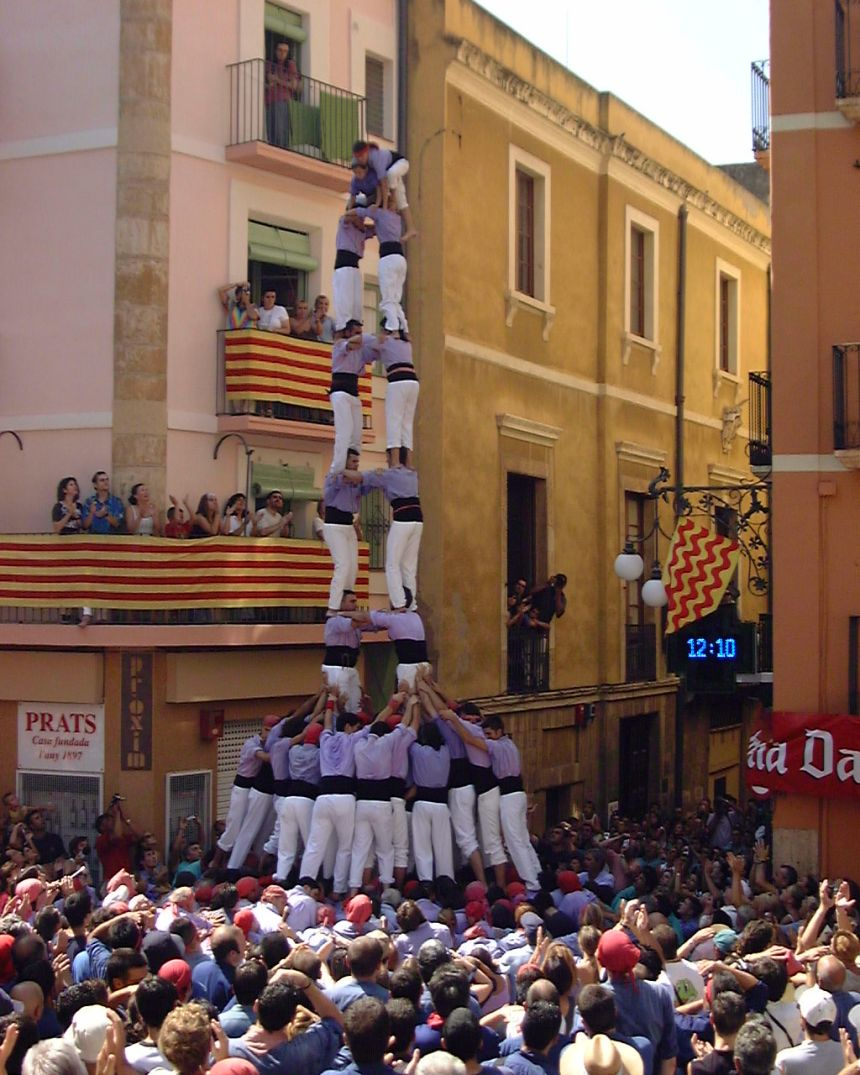
2 de 8 amb folre dels Colla Jove Xiquets de Tarragona

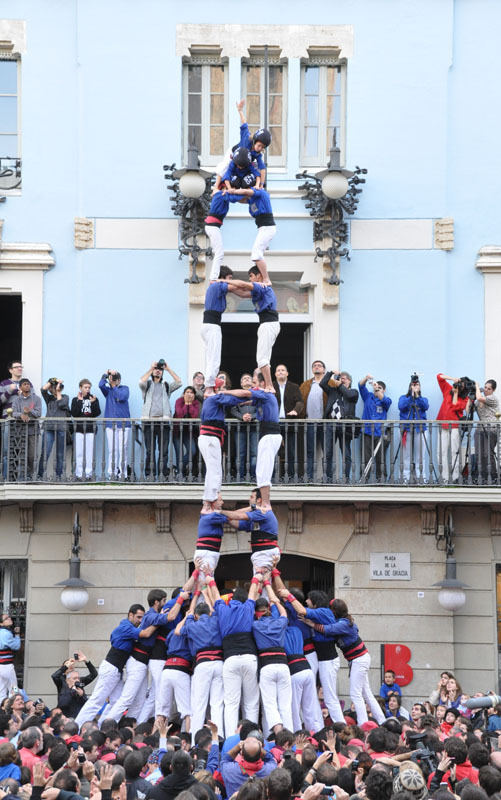
2 de 8 amb folre dels Castellers de la Vila de Gràcia

El 2 de 8 amb folre, o torre de vuit amb folre, és un castell de 8 pisos d'alçada i dues persones per pis al tronc, que és reforçat per un folre al pis de segons, que alhora subjecta els terços. El pom de dalt està format per dos dosos, un acotxador i un enxaneta. Aquests dos últims castellers són els únics, de tots els que s'enfilen en la construcció, que baixen per la rengla oposada a la que han pujat.
És un castell molt vulnerable a qualsevol oscil·lació o sacsejada i, per tant, necessita castellers molt tècnics i amb molt equilibri que puguin defensar-lo bé. És considerat el tercer castell de 8 pisos d'alçada més difícil –després del 4 de 8 i 3 de 8, els quals són de gamma bàsica– i el primer castell de la gamma alta de 8, seguit del 7 de 8, el 5 de 8, el 4 de 8 amb l'agulla, el 3 de 8 amb l'agulla i el 5 de 8 amb l'agulla.
És el primer castell amb folre que solen afrontar les colles castelleres i sovint, en l'evolució tècnica de cada colla, és un pas intermedi entre els castells bàsics de 8 i construccions superiors, com els de la gamma alta de 8 i els castells de 9 pisos d'alçada. Està a l'abast de les que tenen consolidat el 2 de 7, el mateix castell amb un pis menys.

## Història
La primera referència que es té d'aquest castell data del 1841, per les Festes de Santa Tecla de Tarragona. Durant la primera època d'or, a la segona meitat del segle xix, fou un castell habitual de les actuacions castelleres dels Xiquets de Valls, el qual es complementava amb el 3 de 9 amb folre, el 4 de 9 amb folre i el 5 de 8. No obstant això, amb la decadència castellera de finals del segle xix es perdé i passà més de mig segle a tornar-se a veure. No fou debades, abans de la guerra del 36, a diferència del tres no s'arribà a assolir, però fou als anys cinquanta quan es recuperà el millor nivell, el Blanco ja havia mort, de tal manera que la tècnica dels folres s'havia perdut. Els Nens realitzaren algunes proves però sense resultat.
Durant l'actuació del Pilar del 1969, l'ex-cap de colla Pep de la Llet anuncià des del balcó, enmig de l'eufòria de l'assoliment del primer cinc de vuit, l'intent del castell que realitzarien per Santa Úrsula. En cap moment havia estat planificat, i a causa del poc temps pràcticament no realitzaren proves de folre sinó més aviat d'estructura. Valent-se de les poques imatges que restaven del castell, idearen un folre molt reduït que tenia més aviat el paper de mera ajuda al castell, on no portava ni crosses. De tota manera el castell va estar a punt de ser carregat, col·locant acotxador. Aquest folre contrastava amb el que utilitzaren els Nens pel pilar de set que descarregaren a final d'any on bàsicament es tractava d'entendre el folre com una nova pinya simplificada. Al cap de gairebé un any, i durant el VI Concurs de castells de Tarragona celebrat el 23 de setembre de 1970, la Colla Vella va carregar el dos de vuit folrat per primera vegada. Per fer-ho va seguir el mateix disseny però afegint-hi més homes. Mentre contemplaven com seguidament els Nens del Vendrell van descarregar la torre de vuit per primera vegada al segle xx, fet que els faria adjudicar-se el concurs.
L'any 1972 davant d'un Jan Julivert greument malalt però veient-se capaços d'assolir el seu gran repte, els Nens tornaven a descarregar-la en una actuació d'homenatge al genial cap de colla. També el 1973 seria descarregada aquesta vegada per Santa Teresa. Mentre que els Castellers de Vilafranca la carregarien pel Concurs Mobles Quer adoptant la metodologia vendrellenca. La Vella que no havia pogut ni tan sols carregar el castell des del 70, el descarregà finalment per Santa Úrsula del 1974 gràcies a substituir la seva manera per la vendrellenca que és la base dels folres actuals.

### 2 de 8 amb folre i manilles
En el marc de les colles castelleres universitàries i degut a la dificultat de l'estructura del 2 de 8, es reforça el pis de terços amb unes manilles. Aquesta fita només ha estat aconseguida en una ocasió pels Arreplegats de la Zona Universitària a la seva diada de primavera de 2016, intent que va quedar en carregat.

## Colles

### Assolit
Actualment hi ha 23 colles castelleres que han descarregat el 2 de 8 amb folre, i 1 que l'ha carregat només. La taula següent mostra la data, diada i plaça en què les colles el carregaren i/o descarregaren per primera vegada en el segle xx o xxi:
| Núm. | Colla                                    | Carregat               | Diada                                       | Plaça                                                             | Descarregat            | Diada                                      | Plaça                                    |
| ---- | ---------------------------------------- | ---------------------- | ------------------------------------------- | ----------------------------------------------------------------- | ---------------------- | ------------------------------------------ | ---------------------------------------- |
| 1    | Nens del Vendrell                        | 27 de setembre de 1970 | VI Concurs de castells de Tarragona         | Plaça de Braus, Tarragona                                         | 27 de setembre de 1970 | VI Concurs de castells de Tarragona        | Plaça de Braus, Tarragona                |
| 2    | Colla Vella Xiquets de Valls             | 27 de setembre de 1970 | VI Concurs de castells de Tarragona         | Plaça de Braus, Tarragona                                         | 27 d'octubre de 1974   | Diada de Santa Úrsula                      | Plaça del Blat, Valls                    |
| 3    | Castellers de Vilafranca                 | 12 d'octubre de 1973   | Concurs de castells de Mobles Quer          | Camp de futbol de Vilafranca del Penedès                          | 17 de novembre de 1974 | Diada de la colla                          | Vilafranca del Penedès                   |
| 4    | Colla Joves Xiquets de Valls             | 11 de setembre de 1983 | Diada Nacional de Catalunya                 | Valls                                                             | 11 de setembre de 1984 | Diada Nacional de Catalunya                | Valls                                    |
| 5    | Minyons de Terrassa                      | 30 d'agost de 1987     | Diada de Sant Fèlix                         | Plaça de la Vila, Vilafranca del Penedès                          | 15 de novembre de 1987 | IX Diada dels Minyons de Terrassa          | Raval de Montserrat, Terrassa            |
| 6    | Colla Jove Xiquets de Tarragona          | 23 de setembre de 1990 | Diada de Santa Tecla                        | Plaça de la Font, Tarragona                                       | 7 d'octubre de 1990    | XIII Concurs de castells de Tarragona      | Plaça de Braus, Tarragona                |
| 7    | Xiquets de Reus                          | 6 de novembre de 1994  | Diada dels Xiquets de Reus                  | Plaça del Mercadal, Reus                                          | 26 d'agost de 1995     | Festa Major del Catllar                    | El Catllar                               |
| 8    | Xiquets de Tarragona                     | 27 de novembre de 1994 | Diada dels Xiquets de Tarragona             | Tarragona                                                         | 29 de juliol de 1995   | XXV Aniversari dels Xiquets de Tarragona   | Tarragona                                |
| 9    | Castellers de Terrassa                   | 2 de juliol de 1995    | Festa Major de Terrassa                     | Raval de Montserrat, Terrassa                                     | 15 d'octubre de 1995   | IV Trobada del Vallès                      |                                          |
| 10   | Castellers de Barcelona                  | 9 de juliol de 1995    | XVI Aniversari dels Castellers de Barcelona | Barcelona                                                         | 24 de setembre de 1995 | Diada de la Mercè                          | Plaça de Sant Jaume, Barcelona           |
| 11   | Bordegassos de Vilanova                  | 2 d'agost de 1998      | Festa Major de Vilanova i la Geltrú         | Vilanova i la Geltrú                                              | 27 de setembre de 1998 | Diada de Sant Miquel                       | Vilafranca del Penedès                   |
| 12   | Capgrossos de Mataró                     | 25 de juliol de 1999   | Diada de les Santes                         | Plaça de Santa Anna, Mataró                                       | 25 de juliol de 1999   | Diada de les Santes                        | Plaça de Santa Anna, Mataró              |
| 13   | Xics de Granollers                       | 3 d'octubre de 1999    | Festa Major de La Roca del Vallès           | La Roca del Vallès                                                | 3 d'octubre de 1999    | Festa Major de La Roca del Vallès          | La Roca del Vallès                       |
| 14   | Xicots de Vilafranca                     | 8 d'octubre de 2000    | XVIII Concurs de castells de Tarragona      | Plaça de Braus, Tarragona                                         | 29 d'octubre de 2000   | Diada dels Xicots de Vilafranca            | Vilafranca del Penedès                   |
| 15   | Sagals d'Osona                           | 1 de novembre de 2003  | Diada de Tots Sants                         | Plaça de la Vila, Vilafranca del Penedès                          | 1 de novembre de 2003  | Diada de Tots Sants                        | Plaça de la Vila, Vilafranca del Penedès |
| 16   | Castellers de Sants                      | 16 de novembre de 2003 | Diada dels Castellers de la Vila de Gràcia  | Plaça de la Vila de Gràcia, Barcelona                             | 20 de novembre de 2005 | Diada dels Castellers de la Vila de Gràcia | Plaça de la Vila de Gràcia, Barcelona    |
| 17   | Castellers de Lleida                     | 28 de setembre de 2008 | Festa Major de Sant Miquel                  | Plaça de la Paeria, Lleida                                        | 28 de setembre de 2008 | Festa Major de Sant Miquel                 | Plaça de la Paeria, Lleida               |
| 18   | Castellers de la Vila de Gràcia          | 22 d'agost de 2011     | Festa Major de Gràcia                       | Plaça de la Vila de Gràcia, Barcelona                             | 19 de maig de 2013     | XVI Aviversari de la Colla                 | Plaça de la Vila de Gràcia, Barcelona    |
| 19   | Castellers de Sabadell                   | 4 de setembre de 2011  | Festa Major de Sabadell                     | Plaça de Sant Roc, Sabadell                                       | 9 de setembre de 2012  | Festa Major de Sabadell                    | Plaça de Sant Roc, Sabadell              |
| 20   | Castellers de Sant Cugat                 | 1 de juliol de 2012    | Festa Major de Sant Pere                    | Pavelló municipal de Sant Cugat del Vallès, Sant Cugat del Vallès | 6 d'octubre de 2012    | XXIV Concurs de castells de Tarragona      | Tarraco Arena Plaça, Tarragona           |
| 21   | Marrecs de Salt                          | 28 d'octubre de 2012   | Fires i Festes de Sant Narcís               | Plaça del Vi, Girona                                              | 28 de juliol de 2013   | Festa Major de Salt                        | Plaça de Lluís Companys, Salt            |
| 22   | Moixiganguers d'Igualada                 | 29 de juny de 2014     | Diada de Cal Tabola                         | Plaça Pius XII, Igualada                                          | 24 d'agost de 2014     | Festa Major d'Igualada                     | Plaça de l'Ajuntament, Igualada          |
| 23   | Colla Castellera de Sant Pere i Sant Pau | 19 d'agost de 2018     | Diada de Sant Magí                          | Plaça de les Cols, Tarragona                                      | 19 d'agost de 2018     | Diada de Sant Magí                         | Plaça de les Cols, Tarragona             |
| 24   | Tirallongues de Manresa                  | 11 de novembre de 2018 | Diada dels Tirallongues de Manresa          | Plaça de Crist Rei, Manresa                                       | No descarregat         | No descarregat                             | No descarregat                           |